# Royal West of England Academy
Die Royal West of England Academy (RWA) ist eine gemeinnützige Organisation (Charity) nach englisch-walisischem Recht (Charity No. 1070163). Sie verwaltet das älteste Kunstmuseum in Bristol. Das Museum stellt in fünf Galerien und mit wechselnden Ausstellungen Kunst Großbritanniens aus der Vergangenheit und Neuzeit vor.

## Geschichte

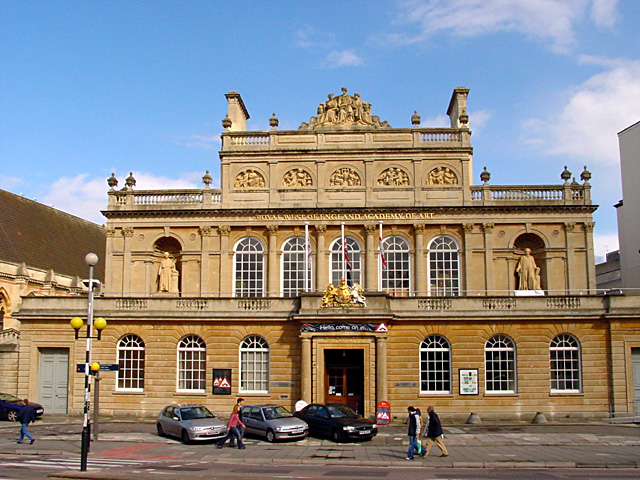
Ein Gebäude der Royal West of England Academy

Um 1830 formte sich in Bristol aus einer Gruppe bekannter Landschaftsmaler die Bristol Society of Artists. Bekannte Namen in der Gruppe waren William Muller, Francis Danby, James Baker Pyne und John Syer. Als 1844 eine Gruppe wohlhabender und einflussreicher Kunstkenner die Bristol Academy for the Promotion of Fine Arts gründeten, ging die Society of Artists in der neuen Organisation auf.
Eine der führenden Figuren der Gesellschaft war Ellen Sharples, eine Porträtmalerin aus einer Künstlerfamilie und Witwe des Malers James Sharples, die mehrere Jahre in Amerika verbracht hatte. Sharples hinterließ der Gesellschaft nach ihrem Tod 1849, GBP 2000. Mit diesem Geld und einer früheren Stiftung von ihr konnte die Gesellschaft 1858 das erste Gebäude der Academy errichten.

### Wachstum
Die Akademie wurde schnell ein Teil der Kulturlandschaft des Königreichs. Frühe Unterstützer waren der Industrielle und Technikpionier Isambard Kingdom Brunel oder auch Albert von Sachsen-Coburg und Gotha, Ehemann von Königin Victoria. 1875 zog eine Ausstellung von Aquarellen von William Turner über 15000 Besucher an.
1853 wurde eine Kunstschule eröffnet, die Bristol School of Practical Art, die von Künstlern der Akademie stark unterstützt wurde. Später stellte die Akademie auch Ateliers zur Verfügung. 1936 wurde diese Schule zum West of England College of Art und wurde unter diesem Namen bis 1969 fortgeführt. Heute wird die Schule durch das Stroud and South Gloucestershire College (SGS) betrieben und teilt sich noch immer Gebäude mit der RWA.
1921 wurde die RWA School of Architecture eröffnet. 1963 übernahm die University of Bristol diese Schule. 1983 wurde sie geschlossen.
1913 wurde das Gebäude der RWA durch eine Kuppel und von Walter Crane spektakulär bemalte Decken erweitert. Im gleichen Jahr gestattete König Georg V. die Verwendung des Attributs „Royal“ und übernahm selbst die Patronage der Academy.

## Organisation
Einerseits handelt es sich bei der RWA um eine Stiftung (Charity) nach englisch-walisischem Recht. Andererseits ist die Stiftung durch die Royal Charter eine Company Limited by Guarantee. Höchstes Gremium ist das Board of Trustees, geleitet von einer Vorsitzenden. Für das Unternehmen werden die Trustees auch automatisch als Direktoren geführt, um den gesetzlichen Ansprüchen des britischen Gesellschaftsrechts zu genügen.
Die Geschäfte werden von einem hauptamtlichen Director und Company Secretary geführt.

### Über die Royal West of England Academy
- Richard C. Tuckett, 1899, The Bristol Academy: For the Promotion of the Fine Arts: Its Foundation and History.